# Ronaldo Drummond
Ronaldo Gonçalves Drummond (Belo Horizonte, 2 agosto 1948 – Belo Horizonte, 9 giugno 2020) è stato un calciatore brasiliano, di ruolo centrocampista.

## Palmarès

### Club

#### Competizioni statali
- Campionato Mineiro: 1

Atletico Mineiro: 1970
- Taça Belo Horizonte: 3

Atletico Mineiro: 1970, 1971, 1972
- Campionato paulista: 2

Palmeiras: 1972, 1974

#### Competizioni nazionali
- Campionato brasiliano: 3

Atletico Mineiro: 1971
Palmeiras: 1972, 1973

#### Competizioni internazionali
- Coppa Libertadores: 1

Cruzeiro: 1976